# Bitwa nad Bzurą
Bitwa nad Bzurą (także bitwa pod Kutnem) – starcie zbrojne, trwające od 9 do 22 września 1939 roku. Największa bitwa kampanii polskiej 1939. Została ona stoczona przez dwie polskie armie – „Poznań” (gen. Tadeusz Kutrzeba) i „Pomorze” (gen. Władysław Bortnowski) z niemieckimi 8 Armią (gen. Johannes Blaskowitz) i 10 Armią (gen. Walter von Reichenau) z Grupy Armii Południe „Süd” (gen. Gerd von Rundstedt). Bitwa miała wyjątkowe znaczenie, ponieważ Polacy wykazali inicjatywę i byli stroną atakującą.
Dowództwo niemieckie nie zauważyło, że na tyłach szybko posuwających się ku Warszawie dywizji pancernych i zmotoryzowanych Wehrmachtu znalazły się liczne siły Wojska Polskiego. Nieprzyjaciel dążył do zamknięcia całości wojsk polskich w wielkim kotle na zachód od Wisły, obejmującym tereny przyznane mu w tajnym protokole do paktu Ribbentrop-Mołotow. Niemcy zlekceważyli jednak najdalej wysuniętą na zachód Armię „Poznań” dowodzoną przez gen. Tadeusza Kutrzebę, przekonani że wycofała się ona już przez Warszawę za Wisłę.  Tymczasem Armia „Poznań” wycofywała się w sposób uporządkowany na wschód i w pewnym momencie spotkała się z dywizjami Armii „Pomorze” gen. Władysława Bortnowskiego, wycofującymi się z pozycji wyjściowych w kierunku południowo-wschodnim.
Gen. Kutrzeba, wykorzystując tę sytuację, chciał uderzyć połączonymi siłami obu armii na flankę i tyły maszerującej ku Warszawie 8. Armii niemieckiej.
9 września 1939, po dojściu oddziałów niemieckiej 4 Dywizja Pancernej na przedmieścia Warszawy i próbie zdobycia stolicy Polski z marszu,  marszałek Edward Śmigły-Rydz wyraził zgodę na natarcie na lewe-północne skrzydło Grupy Armii Południe. Generał Kutrzeba do zwrotu zaczepnego na skrzydło 8 Armii niemieckiej dążył już od osiągnięcia przez Niemców linii Warty na przedpolu Armii "Łódź", jednak Edward Rydz-Śmigły odmawiał do tej pory na to zgody, nakazując odwrót Armii „Poznań” w kierunku Warszawy.
Celem uderzenia, w intencji Naczelnego Wodza, było zmuszenie Niemców do zaprzestania pościgu za armiami „Prusy”, „Lublin”, „Kraków”, „Karpaty” odchodzącymi do południowo-wschodniej Polski (przedmoście rumuńskie) poprzez związanie głównych sił niemieckich w bitwie walnej z armiami „Poznań” i "Pomorze". Naczelny Wódz nie ustanowił jednolitego dowództwa nad uderzającym zgrupowaniem.

## Przebieg bitwy
Rozpoczęcie działań wojennych i ich kierunek nie były zaskoczeniem dla sztabów polskich. Zastosowanie taktyki blitzkriegu znacząco zdezorganizowało polską obronę graniczną i zaplecze taktyczne. Pierwsze dni wojny nie naruszyły struktury obrony Armii „Poznań”, które znajdowało się poza głównymi kierunkami ataków.
Generał Kutrzeba zaproponował Naczelnemu Dowództwu wydanie Niemcom zaczepnej bitwy pod Sieradzem. Propozycja została jednak odrzucona, gdyż postępy wojsk niemieckich w głąb kraju zmusiły do wydania rozkazu odwrotu za Wisłę.
Gen. Kutrzeba, dostosowując się do rozkazów, nakazał rozpoczęcie odwrotu. Obawiano się, że znacznie lepiej zmotoryzowane niemieckie wojsko szybciej osiągnie linię Wisły, co zablokuje możliwość przeprawy przez rzekę. Ponownie zaapelowano o możliwość zaatakowania 8 Armii niemieckiej z nieosłoniętego skrzydła. Mimo otrzymania rozkazu marszu w kierunku Warszawy, morale żołnierzy spadało.
Po skontaktowaniu się z dowódcą Armii „Pomorze” gen. Bortnowskim i zapoznaniu go z planami uderzenia po raz kolejny wysłano depeszę o pozwolenie na atak. Wobec szybkiego dotarcia niemieckiego korpusu na przedmieścia stolicy i opuszczenie jej przez Naczelnego Wodza pozostała ona bez odpowiedzi. Plan poparty został przez gen. Stachiewicza, który widział korzyści w postaci uzyskania czasu na przygotowanie Warszawy do obrony i odciążenie Armii „Łódź” oraz dania czasu innym oddziałom na dotarcie do stolicy i wycofanie się za Wisłę. Pozwolenie Naczelnego Wodza dotarło do Kutrzeby dopiero 11 września.
Bitwa miała trzy główne fazy:
- I faza – natarcie Polaków na Stryków (9–12 września)
- II faza – natarcie Polaków na Łowicz (13–15 września)
- III faza – odwrót w kierunku Warszawy, w czasie którego polskie siły uległy rozbiciu.

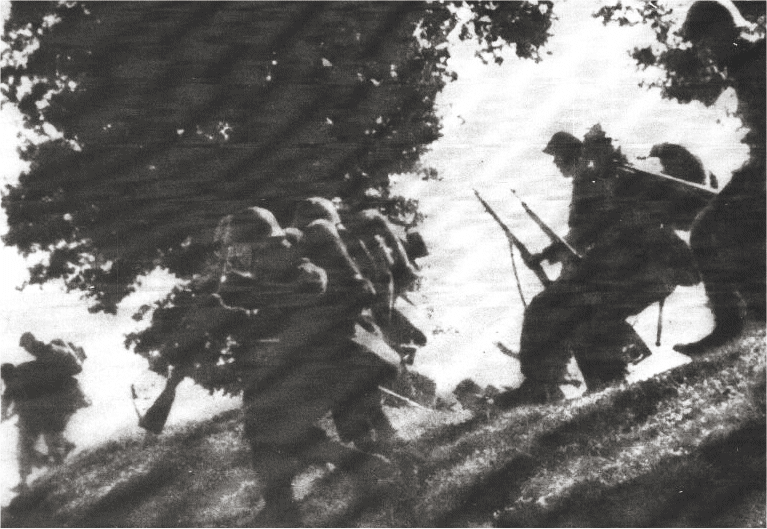
Atak polskiej piechoty

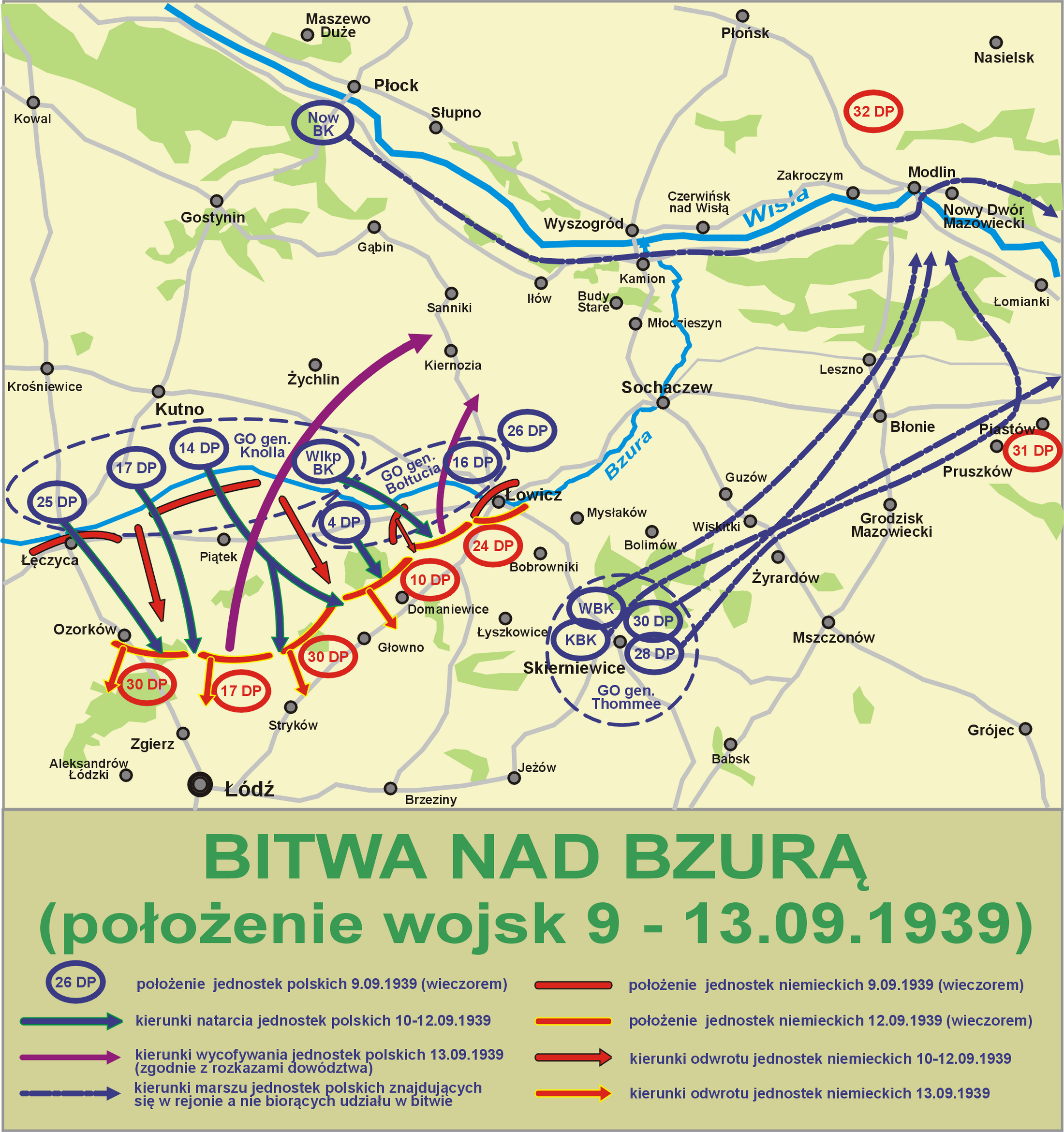

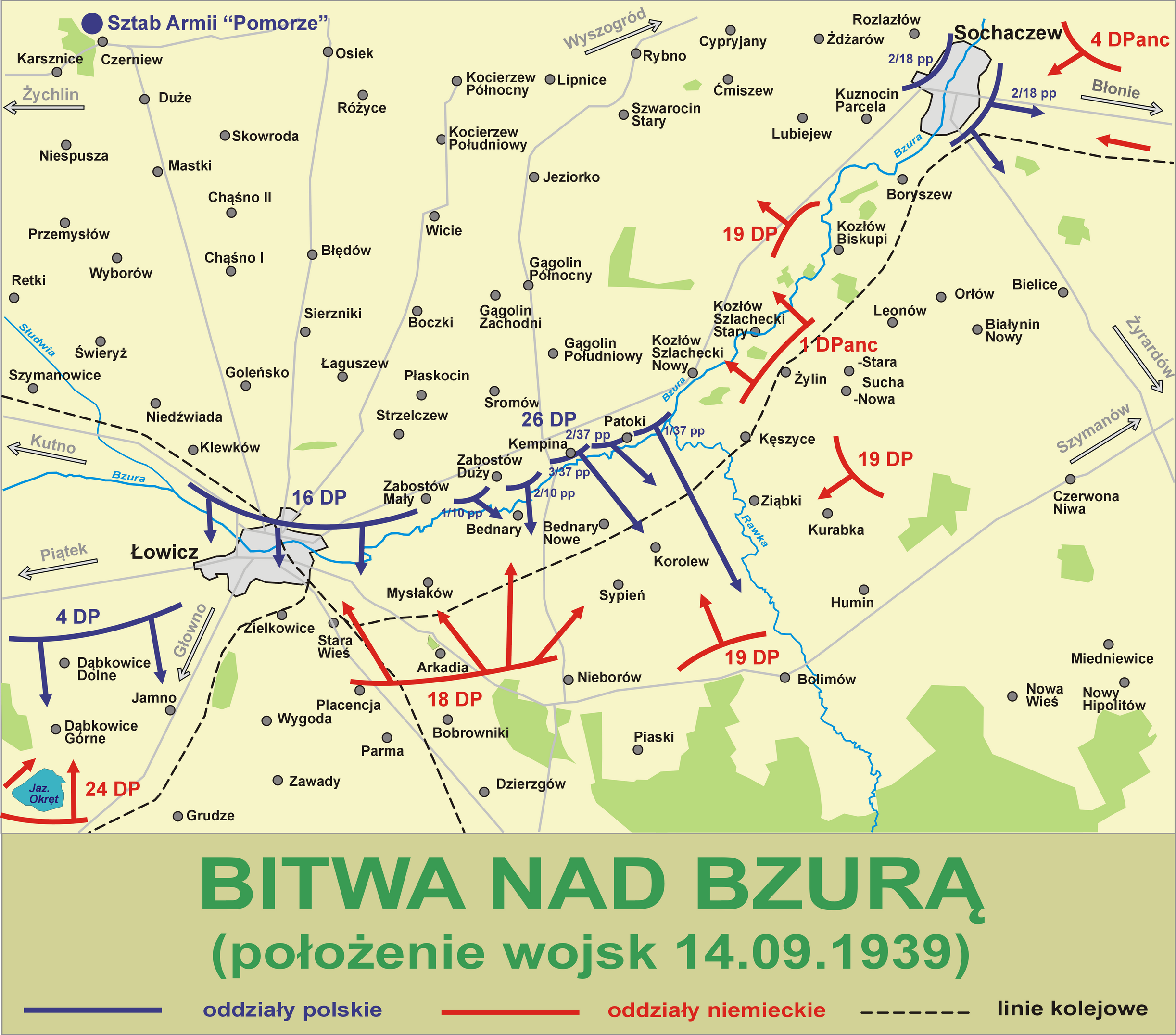

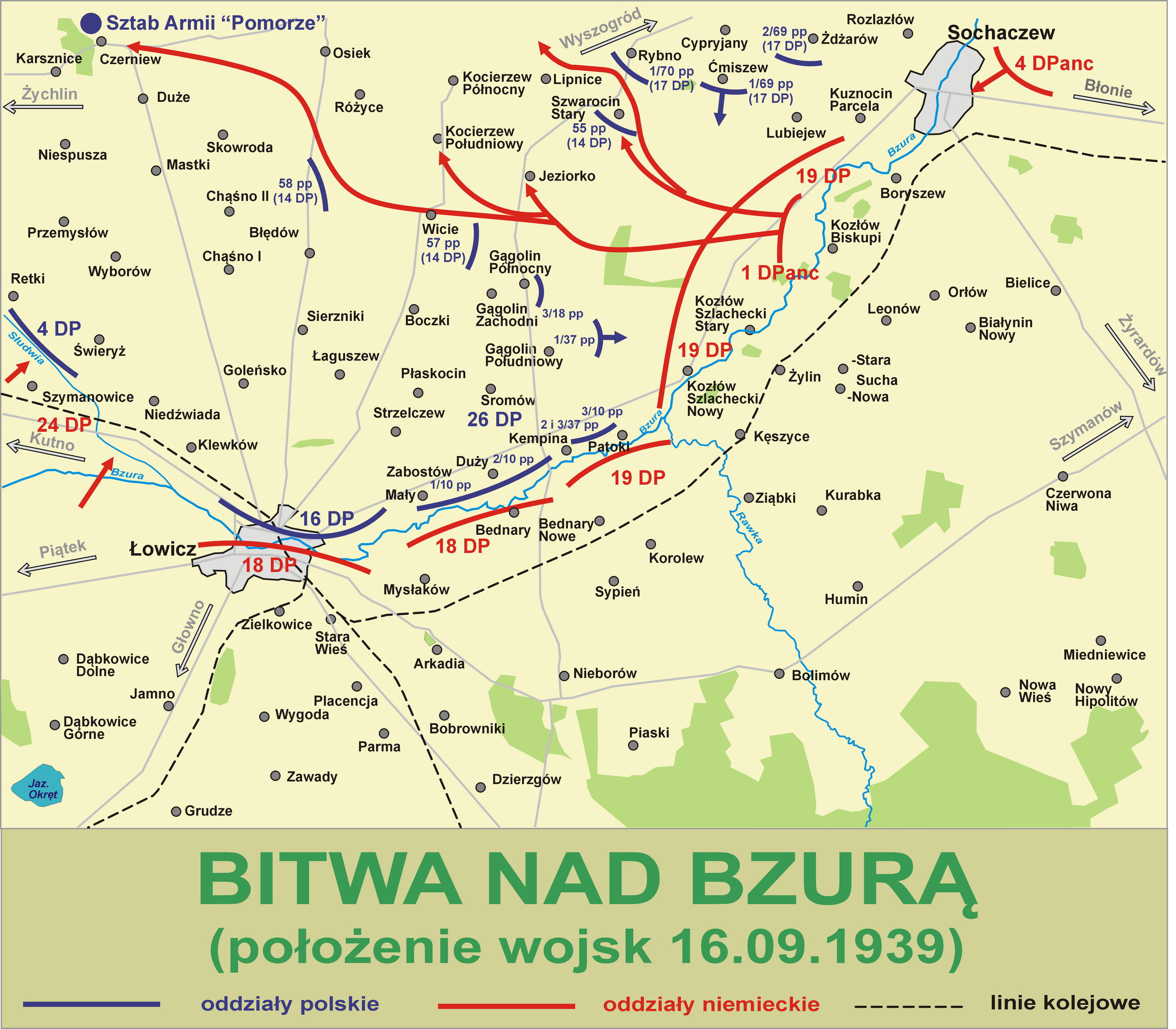

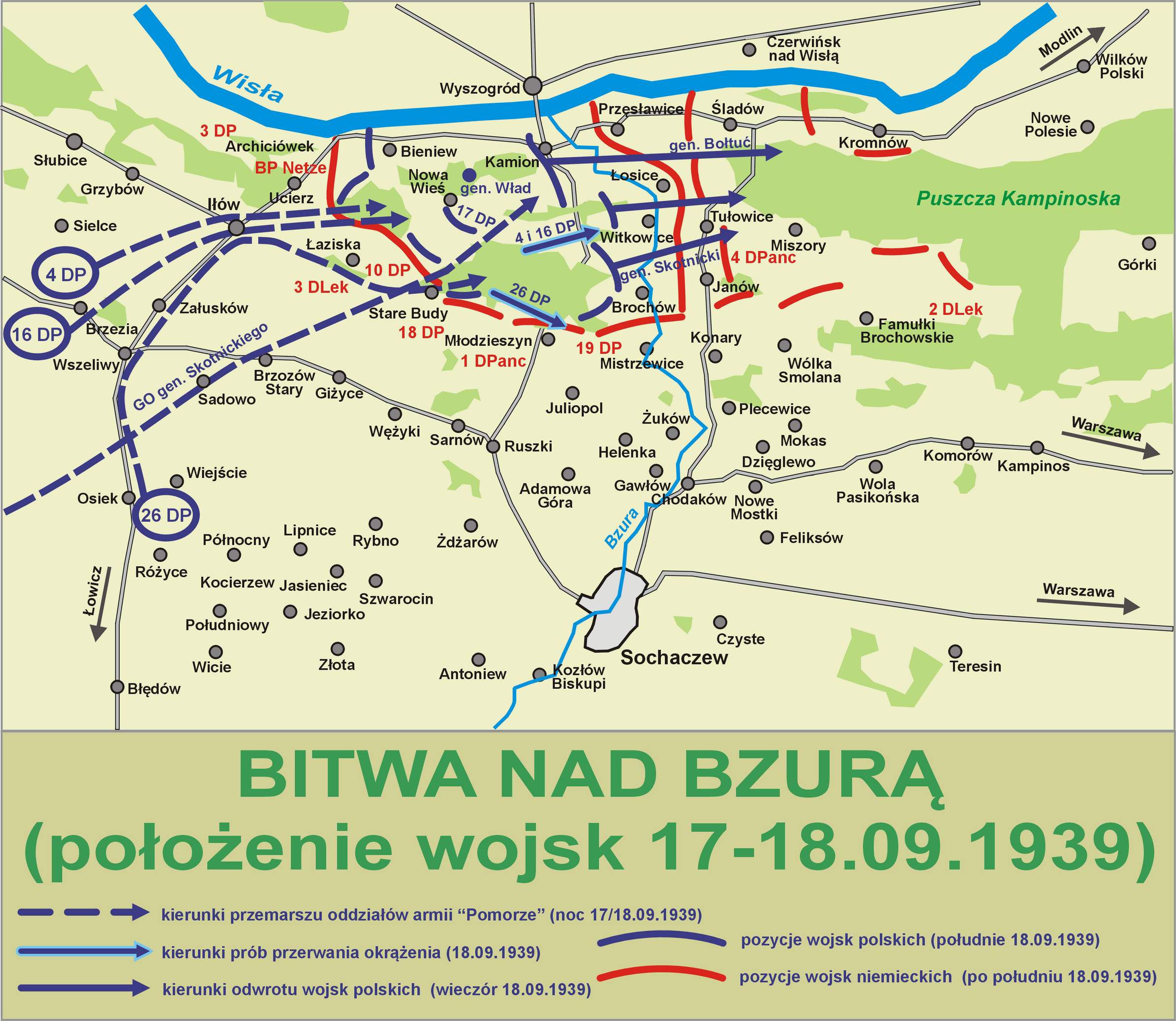

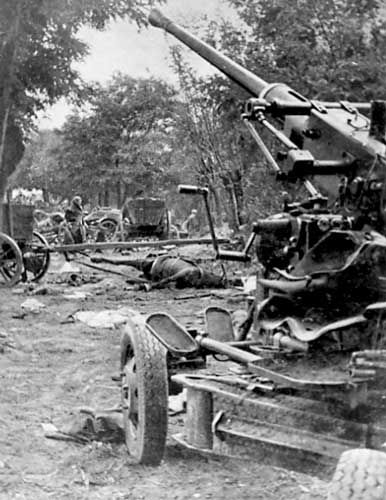
Polskie działo przeciwlotnicze Bofors wz.36 obok zbombardowanej kolumny polskiej

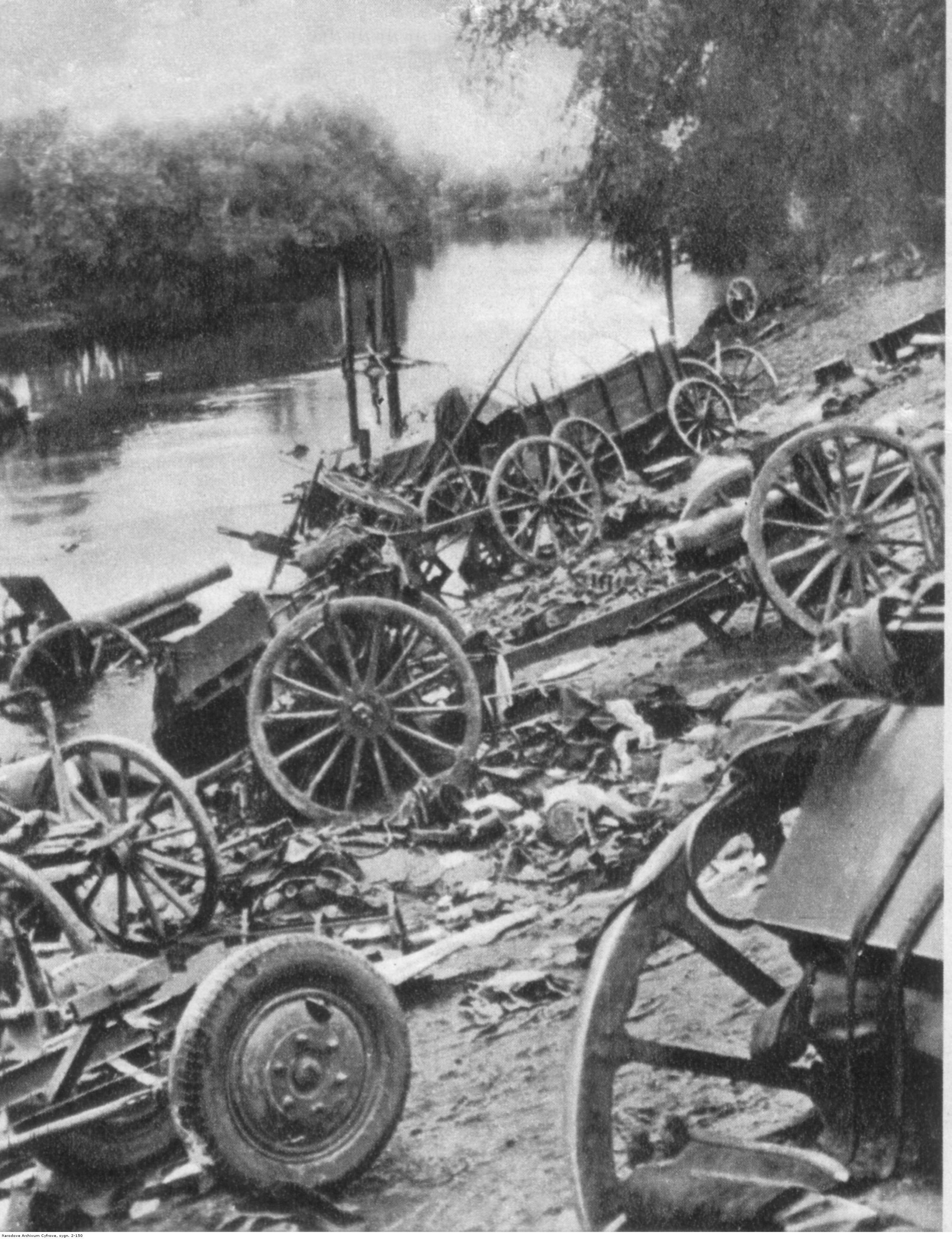
Polski sprzęt wojskowy rozbity i pozostawiony przez WP na jednej z przepraw przez rzekę

W I fazie zgrupowanie uderzeniowe Grupy Armii „Poznań”–„Pomorze”, którego trzon stanowiła Grupa Operacyjna pod dowództwem gen. bryg. Edmunda Knoll-Kownackiego (skład: 14 Dywizja Piechoty, 17 Dywizja Piechoty, 25 Dywizja Piechoty, 7 pułk artylerii ciężkiej), osłaniana od wschodu przez Wielkopolską Brygadę Kawalerii (dowódca gen. bryg. Roman Abraham), a od zachodu przez Grupę Operacyjną Kawalerii gen. bryg. Stanisława Grzmota-Skotnickiego (skład: Podolska Brygada Kawalerii, Pomorska Brygada Kawalerii, 7 batalion strzelców), zaatakowało godzinami popołudniowymi maszerującą wzdłuż prawego brzegu Bzury, na północnym skrzydle 8 Armii niemieckiej (dowódca gen. piech. Johannes von Blaskowitz), 30 Dywizję Piechoty.
17 DP płk. Mozdyniewicza wypchnęła przeciwnika z Góry Świętej Małgorzaty. 14 DP gen. Włada uderzyła na Piątek. Wielkopolska Brygada Kawalerii i Grupa Operacyjna Kawalerii gen. Grzmota-Skotnickiego udanie nacierały na pozycje niemieckie, przerywając linie komunikacyjne X Korpusu. W ciągu 3 dni niemiecka 30 Dywizja Piechoty została pobita, ponosząc ciężkie straty (w tym ranny dowódca gen. mjr Kurt von Briesen) i zepchnięta na południe mimo kontrataków. Wzięto do niewoli sporo jeńców i sprzęt. Zdobyto Łęczycę, Piątek, Uniejów, Walewice, docierając do linii Ozorków – Stryków.
Atak Polaków okazał się zaskoczeniem, gdyż niemieckie dowództwo nie spodziewało się przebywania w tamtym rejonie polskich oddziałów zdolnych do ataku. Zawiodło także niemieckie lotnictwo, nie wykrywając ruchów wojsk.
W następstwie tego Niemcy musieli ściągnąć początkowo całe siły 8 Armii (X Korpus Armijny: 24 DP, pozostałości 30 DP; XIII Korpus Armijny: 10 DP, 17 DP oraz 221 DP z odwodu Grupy Armii „Południe”), a potem skierowali do bitwy nad Bzurą główne siły 10 Armii, w tym XVI Korpus Armijny spod Warszawy, XV Korpus Armijny i XIV Korpus Armijny. Sprowadzenie dodatkowych sił zapobiegło przerwaniu niemieckiego frontu.
Polacy, po wprowadzeniu do walki 11 września na kierunku Łowicz – Głowno Grupy Operacyjnej gen. bryg. Mikołaja Bołtucia (skład: 4 Dywizja Piechoty, 16 Pomorska Dywizja Piechoty), z rozkazem poszerzenia natarcia, zaatakowali i zdobyli Łowicz znajdujący się na wschodnim skrzydle bitwy i wyrzucili z niego niemiecką 24. Dywizję Piechoty, która nie zdążyła jeszcze przygotować się do obrony. Mimo to walki były zacięte. Nocny atak pozwolił na sukces. W nocy z 12 na 13 września siły polskie zostały wycofane na lewy brzeg Bzury. Polska 4 Dywizja Piechoty w zażartych walkach wyparła wroga z Bielaw i Walewic, lecz Wielkopolska Brygada Kawalerii została zatrzymana.
Następnego dnia grupa gen. Knolla-Kownackiego ciągle realizowała swoje zadania w kierunku Ozorkowa, Modlnej i Celestynowa, odrzucając niemieckie kontrataki. Zaczęły pojawiać się pierwsze braki w zaopatrzeniu, przez co tempo ataku znacząco spadło.
W II fazie gen. dyw. Tadeusz Kutrzeba zdecydował o ataku w kierunku Skierniewic. Natarcie miała wykonać Armia „Pomorze” pod dowództwem gen. dyw. Władysława Bortnowskiego (skład: 26. Dywizja Piechoty; GO gen. Bołtucia: 4 DP, 16 DP). Pod osłoną natarcia na Skierniewice, pozostałe siły Armii Poznań miały się przegrupować: Grupa Operacyjna gen. Abrahama (Wielkopolska Brygada Kawalerii, Podolska Brygada Kawalerii) nad dolną Bzurę; Grupa Operacyjna gen. Knoll-Kownackiego (w poprzednim składzie) na podstawy wyjściowe do natarcia w rejonie Sochaczewa – doszło wtedy do 2,5 dniowej bitwy o Sochaczew – które stało się kluczowe dla powodzenia tej fazy operacji. Niemieckie lotnictwo rozpoczęło bombardowania siłami 4. Floty Powietrznej.
14 września Grupa Operacyjna „Wschód” gen. bryg. Mikołaja Bołtucia musiała ponownie zaatakować, opuszczony dzień wcześniej, a teraz silnie obsadzony przez Niemców, Łowicz. W krwawych walkach udało się sforsować Bzurę i zagrozić niemieckim pozycjom. Całkowitą tragedią zakończył się natomiast atak 26 DP na wschód od Łowicza. Rozwijające się pod ciężkim niemieckim ogniem natarcie zostało wstrzymane w godzinach południowych na (przedwczesny?) rozkaz (najprawdopodobniej przeżywającego załamanie nerwowe) gen. Bortnowskiego (gen. Bołtuć wnioskował w związku z tym o odebranie gen. Bortnowskiemu dowodzenia), na podstawie niesprawdzonych informacji o marszu niemieckich oddziałów pancernych w rejon Sochaczewa. Cała 26 DP wraz z częścią 16 DP odpłynęła na północny brzeg Bzury, ponosząc niewspółmierne i niepotrzebne straty w ludziach i uniemożliwiając oddziałom Bołtucia sukces w rejonie Łowicza. Pod koniec dnia gen. Bortnowski wydał kolejny, niekonsultowany z gen. Kutrzebą, defensywny rozkaz odwrotu całości sił Armii „Pomorze” na lewy brzeg Bzury.
W III fazie bitwy, 16–18 września dowodzący polskimi oddziałami podjęli decyzję o próbie przerwania okrążenia w celu przebicia się do Warszawy. Pod naporem niemieckich sił rozpadły się polskie dywizje i pułki, a ich resztki musiały forsować rzekę. Armia „Pomorze” została zniszczona, a dowódca gen. Bortnowski został wzięty 21 września do niewoli. Miał do tego doprowadzić atak pomiędzy Sochaczewem a Witkowicami. W odpowiedzi Niemcy rozpoczęli kontrnatarcie z rejonu Sochaczewa oraz ataki lotnicze bombowców na polskie pozycje. Do okolic Puszczy Kampinoskiej udało się przebić 50 tysiącom żołnierzy, do niewoli zostało wziętych około 100 tysięcy.
Grupa Operacyjna Kawalerii gen. Abrahama, sztab gen. Kutrzeby i Knolla-Kownackiego oraz części 15. i 25. Dywizji Piechoty przez dwa dni przebijały się w stronę stolicy lub Modlina. 14. pułk Ułanów Jazłowieckich skutecznie pod Wólką Węglową przebił się do Warszawy.
Bitwa nad Bzurą była jedyną przeprowadzoną na tak wielką skalę operacją zaczepną przeciwko III Rzeszy do 1941 roku.
Bitwę tę scharakteryzowało słynne, choć przesadne określenie „Z lancą na tanki”, użyte przez Aleksandra Jantę-Połczyńskiego w artykule Kawaleria w emigracyjnym „Tygodniku Polskim” nr 29 z 1944.

## Siły stron

### Siły polskie
- Armia „Poznań”; dowódca – gen. Tadeusz Kutrzeba
  - Grupa Operacyjna – gen. bryg. Edmund Knoll-Kownacki
    - 14 Dywizja Piechoty – gen. bryg. Franciszek Seweryn Wład
    - 17 Dywizja Piechoty – płk dypl. Mieczysław Mozdyniewicz
    - 25 Dywizja Piechoty – gen. bryg. Franciszek Ksawery Alter

  - Wielkopolska Brygada Kawalerii – gen. bryg. Roman Abraham
  - Brygada Obrony Narodowej „Poznań” (dwanaście batalionów)
  - 7 pułk artylerii ciężkiej – płk Tadeusz Bodnar (poległ); mjr inż. Jerzy Bolechowski (p.o.); mjr Wojciech Wilkoński (od 13 IX)
- Armia „Pomorze”; dowódca – gen. Władysław Bortnowski
  - Grupa Operacyjna „Wschód” – gen. bryg. Mikołaj Bołtuć
    - 4 Dywizja Piechoty; – płk dypl. Mieczysław Rawicz-Mysłowski (poległ), płk dypl. Tadeusz Lubicz-Niezabitowski (12–13 września), płk Józef Werobej 13–18 września (19 września został wzięty do niewoli), gen. bryg. Mikołaj Bołtuć 19–21 września (poległ)
    - 16 Dywizja Piechoty – płk dypl. Zygmunt Bohusz-Szyszko

  - Grupa Operacyjna Kawalerii  – gen. bryg. Stanisław Grzmot-Skotnicki
  - 15 Dywizja Piechoty – gen. bryg. Zdzisław Wincenty Przyjałkowski
  - 26 Dywizja Piechoty – płk dypl. Adam Brzechwa-Ajdukiewicz
  - 27 Dywizja Piechoty – gen. bryg. Juliusz Drapella
  - Brygada Obrony Narodowej (sześć batalionów)

### Siły niemieckie

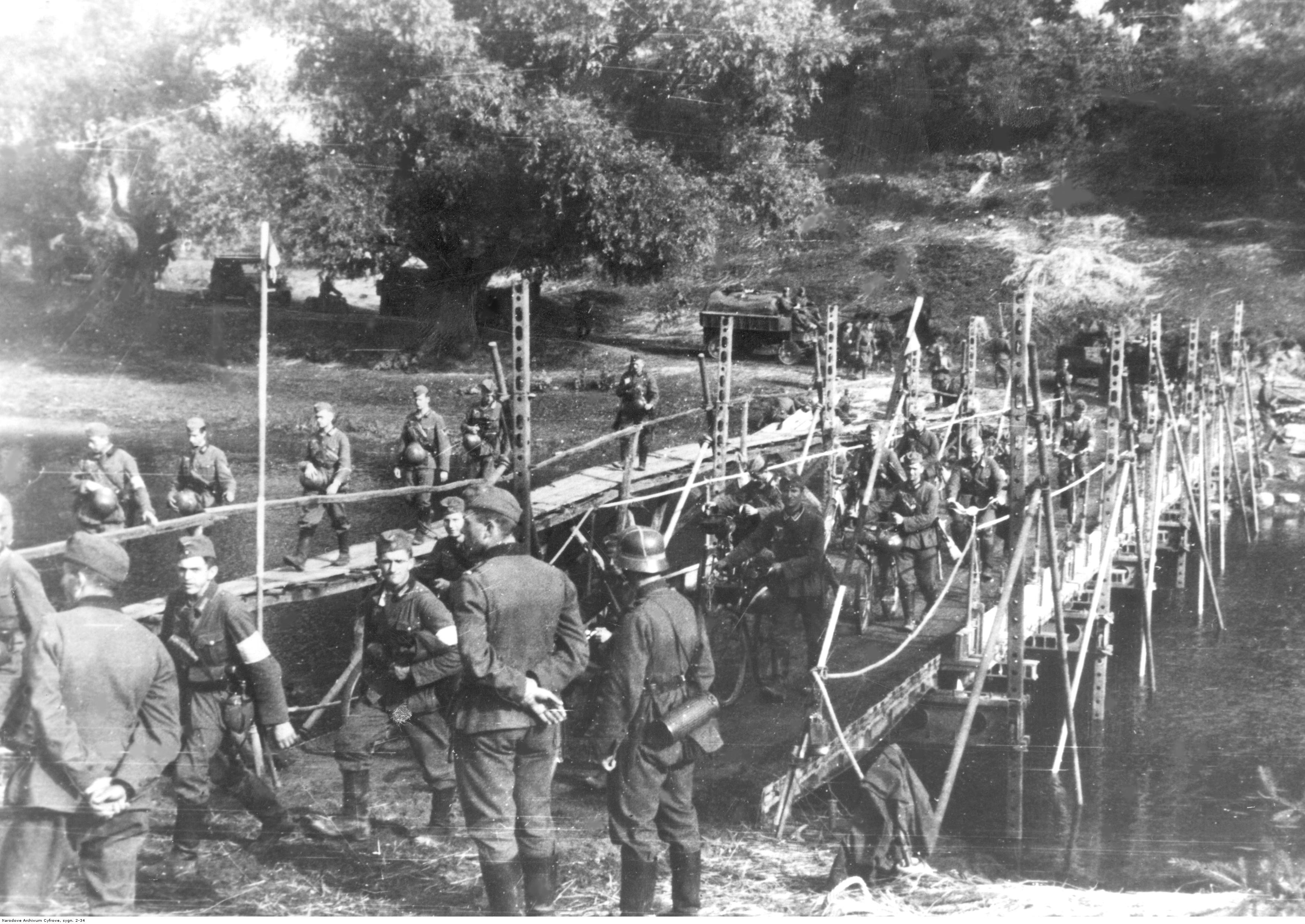
Piechota niemiecka forsuje Bzurę

- 8 Armia; dowódca – gen. Johannes Blaskowitz
  - 3 Korpus Armijny – gen. płk Curt Haase
    - 50 Dywizja Piechoty – generalleutnant Konrad Sorsche
    - Brygada Netze
    - 3 Dowództwo Artylerii
    - 43 batalion łączności
    - 403 oddział zaopatrzeniowy
    - 403 oddział żandarmerii polowej

  - Wojska ochrony pogranicza
  - Artyleria dyspozycyjna Grupy Armii „Süd”
  - 1 Flota Powietrzna
  - 4 Flota Powietrzna – generał pułkownik Alexander Löhr
- 10 Armia; dowódca – gen. Walter von Reichenau
  - 11 Korpus Armijny – gen. Emil Leeb(inne języki)
    - 18 Dywizja Piechoty – gen. por. Erich von Manstein
    - 19 Dywizja Piechoty – gen por. Günther Schwantes

  - 15 Korpus Armijny – gen. płk Hermann Hoth
    - 2 Dywizja Lekka – gen. mjr Georg Stumme
    - 3 Dywizja Lekka – gen. mjr Adolf Kuntzen

  - 16 Korpus Pancerny

## Upamiętnienie
Walki żołnierza polskiego nad Bzurą zostały upamiętnione na Grobie Nieznanego Żołnierza w Warszawie napisem na jednej z tablic, po 1945 r. „KUTNO 10–17 IX 1939”, a po 1990 r. „BZURA 9–22 IX 1939” oraz napisem „KUTNO” na zniczu Grobu Nieznanego Żołnierza w Krakowie oraz pomniku ku czci żołnierzy 17 Pułku Ułanów Wielkopolskich im. Króla Bolesława Chrobrego w Walewicach.
W 1989 został wybity medal z podobizną Tadeusza Kutrzeby o treści Bitwa nad Bzurą, wydany przez Mennicę Państwową, a zaprojektowany przez Bohdana Jana Chmielewskiego.

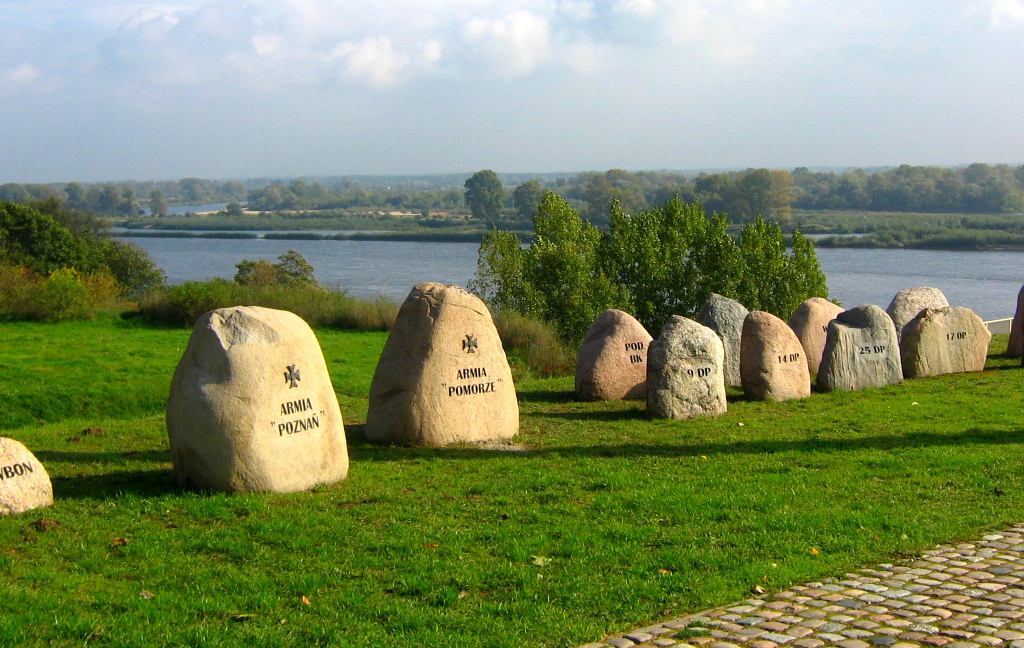
Usytuowane na prawym brzegu Wisły granitowe kamienie z nazwami armii, dywizji i mniejszych jednostek, które brały udział w Bitwie nad Bzurą
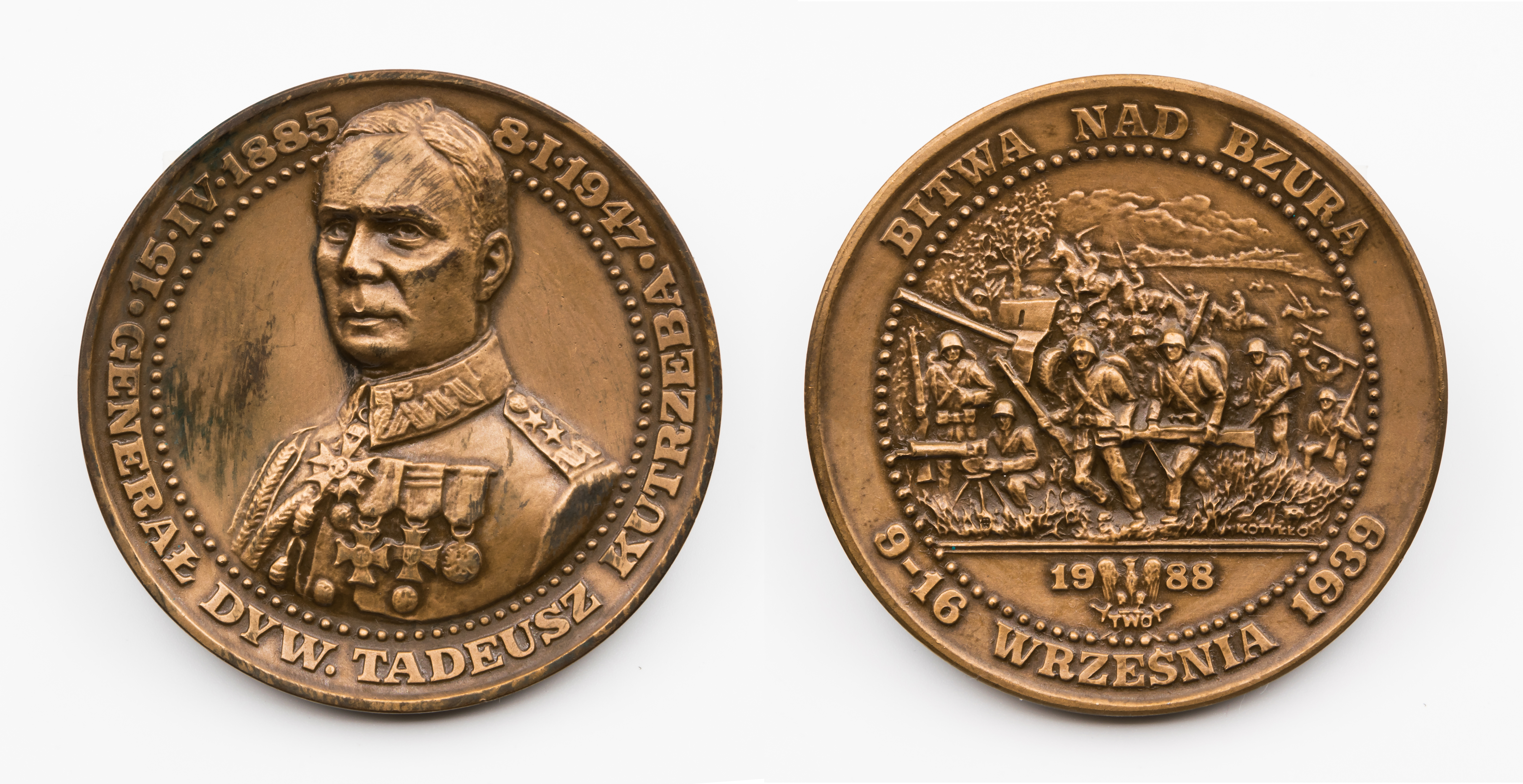
Medal upamiętniający Bitwę nad Bzurą i gen. Tadeusza Kutrzebę

## Mapy

Bitwa nad Bzurą (9 września 1939)
Bitwa nad Bzurą (10 września 1939)
Bitwa nad Bzurą (11 września 1939)
Bitwa nad Bzurą (12 września 1939)
Bitwa nad Bzurą (16 września 1939)